# Systemprogramvara för Playstation Portable
Varje Playstation Portable har en version av firmware eller systemprogramvaran inbyggd, som utgör operativsystemet hos spelkonsolen. Sony släpper kontinuerligt nya versioner av systemprogramvaran. I nya systemprogramvaror lägger Sony in nya funktioner, skydd mot virus och minskar dessutom risken för att användare lyckas köra piratkopierade spel på PSP.

## Uppdatering av systemprogramvaran
Systemprogramvaran kan i dagsläget uppdateras på följande fyra vis:
- Direktnedladdning till PSP:n över Wi-Fi. Detta görs genom att välja Settings, Network Update från XMB.
- Nedladdning av uppdateringsfil till PC, som sedan förs över till spelkonsolen via USB-kabel eller genom att lägga in den på ett minneskort som sedan stoppas i spelkonsolen.
- Uppdatering från UMD som finns med vissa spel. Att systemprogramvara inkluderas på UMD beror ofta på att spelet kräver den bifogade systemprogramvaran för att fungera.
- Nedladdning från en PlayStation 3 till PSP via USB-kabel. (Fungerar bara med den japanska versionen)

Om enhetens strömförsörjning avbryts under skrivning eller uppdatering av systemprogramvaran, är risken stor att konsolen inte längre kommer att kunna komma förbi bootsekvensen under uppstart. Sony rekommenderar därför att användaren inte kör spelkonsolen på batteri, utan med den medföljande strömadaptern under uppdatering av systemprogramvaran. För att kunna uppdatera systemprogramvaran, måste batteriet vara laddat till minst 50 %, annars startar inte installationen. Detta gäller både vid batteri- och nätdrift.
Sony har sedan konsolen släpptes uppdaterat systemprogramvaran i ett antal versioner. I systemprogramvaran 2.80 finns förbättringar som till exempel; Flash 6.0-stöd, stöd för nedladdningsbara demon av kommande spel, stöd för Video-Podcasts och diverse "säkerhetshål" har täppts till. 
Systemprogramvara 3.00 är en av de större på senaste tiden och släpptes den 21 november 2006. Den har stöd för PlaystationNetwork-spel, vilka laddas ned med hjälp av en PlayStation 3 spelkonsol. Under nätverk finns nu tre nya funktioner: Remote Play, möjlighet att visa onlinehandböcker och möjligheten att förinställa när RSS skall spelas in. Övriga förbättringar innefattar bland annat visuella effekter under musikuppspelning, ikonen kamera under menyn foto och möjligheten att välja om UMD-skivor skall spelas upp automatiskt eller inte. Sammanlagt har Sony släppt inte mindre än tjugosju uppdateringar av mjukvaran + det japanska originalet 1.00.

## Uppdateringshistorik; officiella systemprogramvaror
Här följer en lista på när systemprogramvarorna till Playstation Portable släpptes och de viktigaste nyheterna de medförde:

En av de nya funktioner som systemprogramvaruuppdateringarna har givit spelkonsolen, är anslutningsmöjligheter med PlayStation 3

- 1.00 - 12 december 2004 - Originalsystemprogramvaran, hade ännu inget system för att validera programvara (ingick i den första japanska lanseringen).
- 1.50 - 24 mars 2005 - Lade till stöd för nya videokodekar och programvaruvalidering (ingick i den första nordamerikanska lanseringen).
- 1.51 - 18 maj 2005 - En säkerhetsuppdatering.
- 1.52 - 15 juni 2005 - En säkerhetsuppdatering som också lade till stöd för UMD-musik (ingick i den första lanseringen i Storbritannien).
- 2.00 - 1 september 2005 - Lade till en webbläsare och stöd för visning av TIFF-bilder, PNG-stödet utvidgades så att formatet kunde användas till bakgrundsbilder.
- 2.01 - 3 oktober 2005 - En säkerhetsuppdatering för att motverka att en säkerhetslycka känd som "Tiff exploit" utnyttjades. Det visade sig dock att skyddet inte fungerade korrekt i någon version fram till 3.10 där man åtgärdade detta på riktigt.
- 2.50 - 13 oktober 2005 - Lade till LocationFree Player.
- 2.60 - 29 november 2005 - Stöd för audio-RSS lades till.
- 2.70 - 25 april 2006 - Adobe flash player integrerades i spelkonsolen.
- 2.71 - 30 maj 2006 - Lade till stöd för att demospel skulle kunna laddas ned från konsolens webbläsare.
- 2.80 - 27 juli 2006 - Stöd för video-RSS lades till.
- 2.81 - 7 september 2006 - En säkerhetsuppdatering för att motverka säkerhetshålet känt som "libtiff exploit" och stöd för minneskort med högre kapacitet än 4 GB lades till.
- 2.82 - 26 oktober 2006 - En säkerhetsuppdatering.
- 3.00 - 21 november 2006 - Lade till stöd för Remote Play av PlayStation 3, PlayStation Network-spel och visuella effekter vid musikuppspelning.
- 3.01 - 11 november 2006 - Utbudet för PlayStation Network-spel utökades
- 3.02 - 6 december 2006 - Utbudet för PlayStation Network-spel utökades.
- 3.03 - 20 december 2006 - Utbudet för PlayStation Network-spel utökades.
- 3.10 - 30 januari 2007 - Lade till stöd för dynamisk normalisering och funktionen "conserve memory" (spara minne). "Portable TV" under menyn "Network" lades även till (endast den japanska versionen av systemprogramvaran).
- 3.11 - 12 februari 2007 - Rättade ett fel i spelet "Jumping Flash", men även i några andra PlayStation Network-spel.
- 3.30 - 28 mars 2007 - Stöd lades till för att visa miniatyrbilder till objekt som lagts till under "RSS Channel". Den maximala upplösningen för video ökas och uppdateringen tillåter nu uppspelning i 720x480-, 352x480-, och 480x272-bildpunkters upplösning (Konsolens skärm har dock upplösningen 480x272 bildpunkter). Vidare lägger 3.30 till möjligheten att spara försättsbild till filmer i mappen "VIDEO" på minneskortet. Därutöver utökades även funktionerna för att spela PlayStation Network-spel i och med att "Disc-Load Speed" har lagts till i XMB.[2]
- 3.40 - 20 april 2007 - Utbudet för PlayStation Network-spel utökades och hantering av certifikat, under menyn "Game", har förändrats. Det finns nu möjlighet att spara sessioner av pågående emulerade Playstation One-spel för att sedan fortsätta spela dem på en PlayStation 3.[3]
- 3.50 - 31 maj 2007 - Lägger till möjligheten att ansluta en PSP till ett PlayStation 3-system via Internet, genom att använda funktionen Remote Play. Därutöver har Communication Settings lagts till under menyn till Remote Play och en guide för RSS-kanaler finns numera som funktion.[4]
- 3.51 - 27 juni 2007 - Säkerhetsuppdatering som förhindrar att användaren nedgraderar spelkonsolen genom att använda säkerhetsluckan i spelet Lumines.
- 3.52 - 24 juli 2007 - Förbättrar säkerheten och ökar antalet spelbara PS1-spel.[5]
- 3.60 - Originalsystemprogramvaran för Playstation Portable Slim, kom aldrig till den äldre varianten av konsolen.
- 3.70 - 11 september 2007 - En större mjukvaruuppdatering som lägger till stöd för anpassade temainställningar, vilket gör att du kan byta XMB-temat på konsolen. Scensökning är en annan ny funktion som kan användas på filmer som spelas upp från ett minneskort. Vidare kan användaren numera lyssna på musik samtidigt som denne ser på bilder. Den maximala bithastigheten för film som konsolen tillåter har höjts till 2Mb/s from 768kb/s. Slutligen har två mindre funktioner lagts till: Assign Buttons (tilldela knappar) har lagts till under menyn Remote Play och videor kan nu spelas upp efter varandra.[6]
- 3.71 - 13 september 2007 - Antalet Playstation Network-speltitlar som kan spelas på PSP har nu ökats och en justering har gjorts för vissa regioner (till exempel har "PlayStation Spot"-ikonen tagits bort i alla regioner utom Japan). Utöver det har åtgärder för att öka säkerheten vidtagits.
- 3.72 - 30 oktober 2007 - Antalet Playstation Network-speltitlar har utökats och funktionen Remote Start (fjärruppstart) för PS3 har lagts till, funktionen kräver dock systemprogramvara 2.00 på Playstation 3-konsolen.[7]
- 3.73 - 29 november 2007 - Problemmet med att UMD-läsaren ibland slutar skicka data är nu löst.
- 3.80 - 17 december 2007 - Webb-radio har lagts till som en funktion under "Network". OPML och bilder via RSS kan nu användas. Vidare har en ny visualiseringseffekt lagts till och PS1-spel kan nu spelas via en Playstation 3:s hårddisk eller optiska enhet.
- 3.90 - 30 januari 2008 - Go!Messenger och Skype (Skype dock endast för Playstation Portable Slim och Go!Messenger är endast för Europa, men stöds av alla varianter av konsolen)
- 3.93 - 18 mars 2008 - Antalet Playstation Network-speltitlar har utökats.
- 3.95 - 8 april 2008 - En uppdatering för att kunna spela Hot Shots Golf 2.
- 4.00 - 18 juni 2008 - Internet Search har lagts till under Network.
- 4.01 - xx juni 2008 - Internet Search har förbättrats för vissa språk.
- 4.05 - 14 juli 2008 - En ny "visualizer" har lagts till vid uppspelning av musik.
- 4.20 - 14 oktober 2008 - Original firmwaren till det nya PSP:t PSP brite (PSP 3000).

Finns ej till PSP Slim och PSP "phat".
Kommer med funktioner som bland annat nya "waves" i XMB och PSP:t byter automatiskt till USB mode när en USB kabel ansluts. 
- 5.00 - 15 oktober 2008 - Motsvarande till PSP-3000 firmware 4.20 men för PSP och PSP Slim.

Innehåller allt som 4.20 har men lägger till "sleep timer" till music och Playstation Store tillgång direkt från PSP:t.
- 5.01 - 22 oktober 2008 -
- 5.02 - 20 november 2008 -

### Nedgradering
Det är inte möjligt att köra osignerad programkod på systemprogramvara 1.51 eller senare. Detta beror på att Sony vill motverka piratkopiering av spel till Playstation Portable. Privatpersoner har därför utvecklat nedgraderare för programvaror högre än 1.51, i nuläget går spelkonsoler med vilken systemprogramvara som helst att nedgradera med hjälp av Pandora’s Battery.
3.03 HEN

För att kunna nedgradera en Playstation Portable med systemprogramvara 2.81 till 3.03, behövs dock en så kallad "opatchad" version av spelet GTA Liberty City Stories, då detta har en dåligt skriven programkod som tillåter åtkomst till spelkonsolens kärna. Som det nämns nedan, fanns det tidigare problem vid nedgradering av spelkonsoler med vissa moderkort, dessa problem försvann dock då nedgradering med hjälp av GTA Liberty City Stories blev möjlig.
Illuminati exploit

Den 23 juni 2007 upptäcktes en säkerhetslucka i alla hittills släppta systemprogramvaror upp till 3.50 kalad Illuminati exploit. För att kunna komma åt den krävs en kopia av antingen den amerikanska eller den europeiska versionen av spelet Lumines. Säkerhetsluckan innebär att man kan exekvera osignerad programkod genom att modifiera en fil med sparade data på minneskortet, vilken när den körs åstadkommer buffertöverskridning. Detta är samma typ av lucka som fanns i GTA: Liberty City Stories, innan den täpptes till av Sony i och med lanseringen av systemprogramvara 3.10.  Som en följd av att luckan upptäcktes, gick försäljningen på spelet Lumines upp med 14 000 procent på bara två dagar hos Amazon.com. Den 26 juni 2007 släpptes ett program som använder sig av denna säkerhetslucka för att nedgradera konsoler med systemprogramvara upp till 3.50.
Pandora’s Battery

Den 22 augusti släppte Team C+D ett program som kan konvertera ett reserv-Memory Stick Pro Duo och ett standardbatteri till PSP till ett "Magic Memory Stick" "JigKick Battery". Dessa två enheter kan användas för att återställa konsoler med korrupt flash (brick) och nedgradera vilken PSP med vilken systemprogramvara som helst till 1.50.
Moderkort med hårdvaruskydd

Två av moderkorten, TA-082 och TA-086 har inbyggda hårdvaruskydd för att göra det svårare att nedgradera konsolen. Om användaren försöker nedgradera en PSP med moderkortet TA-082 till en systemprogramvara, tidigare än 2.50 kommer operativsystemet att bli korrupt och således blir konsolen inte bootbar. Det finns dock två metoder för att nedgradera en sådan PSP utan att systemprogramvaran blir obrukbar. Den ena metoden ger inga kända komplikationer, men kräver spelet GTA Liberty City Stories för att fungera. 
Den andra metoden bygger på en nedgradering som tillåter PSP med systemprogramvara 2.71 och moderkortet TA-082 eller TA-086 att nedgradera till systemprogramvara 1.50. Det visar sig att en nedgraderad sådan PSP beter sig som vilken annan "icke-TA-082/086" som helst när det gäller uppgradering till någon av de officiella/inofficiella systemprogramvarorna. Det finns dock sidoeffekter med denna typ av nedgradering, de allvarligaste finns listade nedan:
- Anslutningsproblem med Ad-hoc-nätverk
- Skärmproblem (när en nedgraderad PSP med moderkortet TA-082 går igenom bootsekvensen, möts användaren av en tom skärm. Skärmen återställs genom att trycka på inställningen till skärmljuset.)
- Batteriproblem (om en nedgraderad TA 082-konsol stängs av med en batterinivå under 12% kan den inte startas igen, om inte en strömadapter ansluts till konsolen.)

Ingen av dessa problem återfinns vid nedgradering av Playstation Portable med moderkort TA-079 - TA-081, vilka inte har några inbyggda hårdvaruskydd.

## Inofficiella systemprogramvaror
Det har tagits fram en rad inofficiella systemprogramvaror, även kallad cfw (Custom FirmWare), programmeringen av dessa domineras till en början totalt av alias Dark_AleX. Anledningen till att de tagits fram har varit att de enda versioner av den officiella systemprogramvaran som kunnat köra osignerad programkod har varit 1.50 och tidigare. Dark_AleX programvara 3.10 OE-A2 (OE står för Open Edition och A för revision A), har samma funktionalitet som motsvarande officiella systemprogramvara 3.10. Utöver det kan man även exekvera osignerad programkod, köra processorn på högsta klockfrekvens, sätta skärmen på högsta skärmljusstyrka även i batteridrivet läge med mera. Bara några dagar efter de senaste officiella lanseringarna av systemprogramvarorna, har det släppts inofficiella varianter, skrivna av Dark_AleX.
Den 2 juli 2007 meddelade programmeraren Dark_Alex att han har slutat göra inofficiella varianter av systemprogramvaran. Anledningarna sägs vara den tid utvecklingen av programmet tar och att han inte vill ta konsekvenserna av sitt arbete. Det visade sig dock att denne programmerare fortsatt under ett annat alias; Team M33,
Sedan "Dark_Alex" hade påstått att han hade dragit sig tillbaka har en rad andra hackergrupper försökt göra systemprogramvaror. Den nu dominerande gruppen kallar sig för "Team M33" (Dark_Alex andra alias), vilken har skapat en rad inofficiella systemprogramvaror som är vidareutvecklingar på "Open Edition"-varianterna.
I juni 2007, rapporterades det att Sony återkallat samtliga Playstation Portable som finns hos återförsäljare i Nederländerna. Konsolerna skall ersättas med nya, "oflashbara" diton, det vill säga att det inte går att installera inofficiella systemprogramvaror på dem.
Uppdateringshistorik; tredjepartssystemprogramvaror

Systemprogramvarorna som är skrivna av programmeraren Dark_Alex
SE är Special Edition, OE är Open Edition och M33 betyder March 33.
GEN är även en inofficiell firmware men den kommer inte från Dark_Alex.
- 1.50 POC - en cfw version av den officiella 1.50. POC står för "Proof of concept".
- 2.71 SE - Kombinerade funktioner från 1.50- och 2.71-operativsystemskärnorna, för att tillåta full användning av tredjepartsprogramvaror. Den tillåter också att man kör spel från en avbildsfil lagrad på minneskort istället för från en UMD, för att spara batteritid.
- 3.02 OE-A - Kombinerade funktioner från 1.50- and 3.02-operativsystemskärnorna, för att tillåta full användning av tredjepartsprogramvaror.
  - 3.02 OE-B - Introducerade "popstation"-programmet, vilket tillåter användaren att konvertera originalspel till PlayStation One, för att sedan köra dessa på spelkonsolen under emulationssystemet PlayStation Network.
- 3.03 OE-A - Förbättrad "popstation" och tillåter användaren åtkomst till en PlayStation One-emulator med bättre kompatibilitet. 3.03 OE-A kan även köra komprimerade PlayStation Onespel och kan använda sig av manualer till dessa.
  - 3.03 OE-A2 - Mindre uppdatering till 3.03 OE-A. Ger användaren möjligheten att ändra CPU/Buss-hastighet i UMD- och ISO-spel. Från och med 3.03 OE, innehåller de inofficiella operativsystemen programkod som förhindrar att officiella systemprogramvaror från Sony installeras på konsolen. Enligt "Dark_AleX", är anledningen inte att hindra användare från att byta tillbaka till en officiell variant (alla Open Edition versioner kan lätt konverteras tillbaka till Sony 1.00 eller 1.50 och sedan uppdateras därifrån), utan att hindra Sony från att, i framtiden, försöka installera "uppdaterad" programvara utan att upplysa användaren om detta.
  - 3.03 OE-B - Öppnar möjligheten att spela upp AVC-videor i 3GP-format i full upplösning (480×272 bildpunkter), vilket inte varit möjligt hos de officiella systemprogramvarorna förrän i version 3.30. Denna systemprogramvara kräver dock att man har installerat 3.03 OE-A först.
  - 3.03 OE-C - Detta är en större uppdatering som är en fullinstallation. 3.03 OE-C tillåter användning av WiFi i 333 MHz. Systemprogramvaran höjer också den maximala bithastigheten för uppspelning av MP4-AVC-video från 768 kbps till 16384 kbps (16Mbps). Detta betyder dock inte att konsolen kan avkoda video med så hög bithastighet, det är bara gränsen som har flyttats så att konsolen inte hanterar filen som korrupt (man vet inte hur hög bithastighet konsolen klarar, men video i cirka 2 Mbps visas hackfritt). Det finns möjlighet att ändra CPU/Buss-hastighet för XMB och konsolen genomför bootsekvensen på kortare tid. Därutöver har det gjorts många mindre förbättringar.[14]
- 3.10 OE-A - Ytterligare förbättrad "popstation" och tillåter dessutom användaren att använda sig av 3.10-operativsystemskärnan för PlayStation One-emulation. 3.10 OE stödjer också användning av den fjärde och högsta nivån av skärmljusstyrka under batteridrift.
  - 3.10 OE-A2 - Är en mindre uppdatering som tar bort en bugg, vilken inte tillät att man körde vissa PlayStation Onespel, till exempel Metal Slug 6.
- 3.30 OE - Denna systemprogramvara innehåller en buggfix mot ett fel, som i 3.10 OE kunde göra konsolen instabil efter att den startats från viloläge. Utöver det "patchade" den ett skydd som hindrar systemprogramvaran från att åberopa moduler som tillhör systemprogramvara med högre versionsnummer.
- 3.40 OE-A - Denna version av den inofficiella systemprogramvaran rättar ett fel som finns hos de tidigare versionerna (ett fel vid skrivning till minnet). Risken för att spelkonsolen skall sluta fungera har också minskat. Utöver detta innehåller uppdateringen alla tidigare funktioner hos de inofficiella systemprogramvarorna plus det nya från den officiella motsvarigheten.

Systemprogramvarorna som är skrivna av programmerargruppen Team M33 (som senare visade sig vara Dark_Alex under nytt alias)
- 3.51 M33 - Vidareutveckling av 3.40 OE-A genom reverse engineering, men 3.51 M33 bygger på 3.51 kärnan. Detta medför att man under denna systemprogramvara kan köra spel som kräver 3.51 kärna.
  - 3.51 M33-3 - Rättar till ett problem med trådlöst nätverk som kunde uppstå när inofficiella program används.[15]
  - 3.51 M33-4 - Lägger till en ny funktion kallad "M33 No-UMD ISO loading mode" och stöd för 1.50 plugin.[16]
  - 3.51 M33-5 - En buggfix för funktionen "No-UMD" och lägger till insticksinställningar för program som använder 1.50-kärnan. Filen som används för detta ändamål är "ms0:/seplugins/game150.txt"[17]
  - 3.51 M33-6 - Denna uppdatering introducerar en ny funktion, Sony np9660, vilken är en officiell ISO-laddare som återfanns i Sonys systemprogramvara. Denna funktion kräver dock att ISO/CSO-filerna har namn med färre än 56 tecken.[18]
  - 3.51 M33-7 - Förbättrar drivrutinerna för "M33 NO-UMD", vilket ger stöd för fler spel och kortare laddtider. Dessutom detekterar u systemprogramvaran TA-082-moderkort och korrigerar ljusstyrkeproblemen som finns hos detta moderkort vid användning av inofficiella systemprogramvaror. Buggfixen för trådlöst nätverk har nu gjorts på ett annat sätt (fixen görs i 3.51-kärnan före att den görs i 1.50-kärnan). Sedan fungerar numera den ljusaste skärminställningen vid användande av 1.50 kärnan under batteridrift. Slutligen har funktionen "Hard Reset on 1.50 homebrew" lagts till i återställningsmenyn, denna funktion används om WiFi fortfarande fungerar dåligt (men leder till längre laddtider för homebrew).[19]
- 3.52 M33 - Använder operativsystemskärnan från 3.52 och rättar till en bugg som gjorde att Go!Cam, GPS och sceKernelLoadExecVSH inte fungerade under spel. Numera fungerar även PlayStation Network-spel som de skall, då dessa inte stöddes av 3.51 M33. Slutligen utökades kompatibiliteten hos UMD-emulatorn.[20]
  - 3.52 M33-2 - En uppdatering till 3.52 M33, vilken gör att WiFi fungerar bättre och att kinesiska numera stöds av konsolen. Vidare finns numera en inställning i återställningsmenyn som formaterar om flash1 och återställer alla inställningar. Numera kan användaren även köra processorn i 20 respektive 100 MHz och konsolen kan inte längre stängas av eller gå i vila då USB-läget är aktiverat. Spelmanualer till PSX-spel (document.dat) kan nu läsas av konsolen, någon som inte var möjligt i 3.52 M33. Slutligen har vissa kompatibilitetsproblem med IrShell (ett populärt program till konsolen) lösts.[21]
  - 3.52 M33-3 - Den 19 augusti 2007 släppte Team M33 den tredje utgåvan av 3.52 M33, 3.52 M33-3. Ändringar i denna systemprogramvara innefattar bland annat USB-tillgång till flash2 och flash3, tillagda processorhastighetsval på 75 och 133 MHz, en vshmenu som kan dumpa UMD-skivor eller ge tillgång till andra minnesutrymmen på spelkonsolen. Numera stöds även upspelning av avbildsfiler (dock endast.iso) innehållande UMD-video och i teorin även musik-UMD, för att kunna spela dessa är behöver man dock ha en UMD-skiva i UMD-enheten (NO-UMD fungerar inte här). Nu finns även stöd för popsloader 3.30. Det finns flera användare som hävdar att denna uppdatering har renderat deras Playstation Portable till oanvändbarhet (ofta kallat bricked i till exempel internetforum).[22]
  - 3.52 M33-4 - En mindre uppdatering som rättar till en bug som orsakade ett CRC-fel (Cyclic redundancy check) när data skrevs till flash från XMB. Sedan lades nya processorhastigheter till i återställningsmenyn som tidigare bara fanns i XMB och numera fungerar popsloader även med 3.10/3.11.[23]
- 3.60 M33 - En inofficiell systemprogramvara som endast fungerar på Playstation Portable Slim. För mer information se Playstation Portable Slim.[24]
- 3.71 M33 - Inofficiell motsvarighet till systemprogramvara 3.71. Ändringar mot tidigare utgåvor är att "VSH Meny" nu startas med knappen Select istället för med Home, vilket beror på att den senare störde andra funktioner hos konsolen. Dessutom har denna systemprogramvara ett modifierat minnesallokeringssystem om den installeras på PSP Slim. När 3.71 M33 först kom hade den inget stöd för 1.50-kärnan, något som senare lades till med en uppdatering (dock bara för den äldre versionen av PSP, då PSP Slim inte har stöd för 1.50) I och med lanseringen av 3.71 tillkännagjorde "Team M33" att de i själva verket var "Dark_Alex".[25][26]
  - 3.71 M33-2 - Uppdatering till 2.71 M33 med diverse bugfixar. När mer än 32256 byte skrevs via USB Flash användes blev filerna korrupta, denna bug har nu rättats till. Vidare kommer inte den så kallade VSH-menyn att exekveras om skärmtangentbordet är aktiverat (eftersom VSH-menyn aktiveras med knappen select, vilken även används hos en funktion hos skärmtangentbordet). Numera exekveras inte längre VSH-plugins i återställningsläget, då detta orsakade så kallade pseudo-bricks. För PSP Slim har nu möjligheten att låta batteriet laddas då en USB-kabel har anslutits lagts till, inställningen är inte aktiverad som standard, men kan aktiveras via återställningsmenyn. Tillsammans med ovanstående systemprogramvara släpptes även en uppdatering för 1.50-kärnan (endast för den äldre versionen av PSP), den löste ett problem som kunde uppstå när konsolen startas upp ifrån viloläget.[27]

- 3.80 M33 - Uppdateringen gjorde det möjligt för konsolen att ladda ner mjukvaror samt andra uppgraderingar med M33 direkt från Network Update via Wi-Fi.
  - 3.80 M33-2 - Fixade buggar vid uppdateringen via Network Update.
  - 3.80 M33-4 -
  - 3.80 M33-5 -

- 3.90 M33 - Skype (endast PSP Slim) & GO!Messenger (endast Europa) har lagts till i XMB
  - 3.90 M33-2 -
  - 3.90 M33-3 -

- 4.01 M33 -
  - 4.01 M33-2 -

- 5.00 M33 -
  - 5.00 M33-2 -
  - 5.00 M33-3 -
  - 5.00 M33-4 -

## Tabell över funktioner
Nedan visas en tabell över de olika egenskaperna hos olika officiella systemprogramvaror. Tabellen är inte komplett, utan vissa systemprogramvaror saknas. Det beror på att de endast innehåller säkerhetsuppdateringar, stöd för fler PlayStation One-tittar eller buggfixar, men inga nya funktioner. De icke-listade systemprogramvarorna är: 1.00, 1.51, 1.52, 2.01, 3.01, 3.02 3.03, 3.51, 3.52, 3.60 (endast PSP Slim) 3.71, 3.71 och 3.73.
Tabellen är en bild, klicka här för att visa den i fullstorlek så att texten blir läsbar.

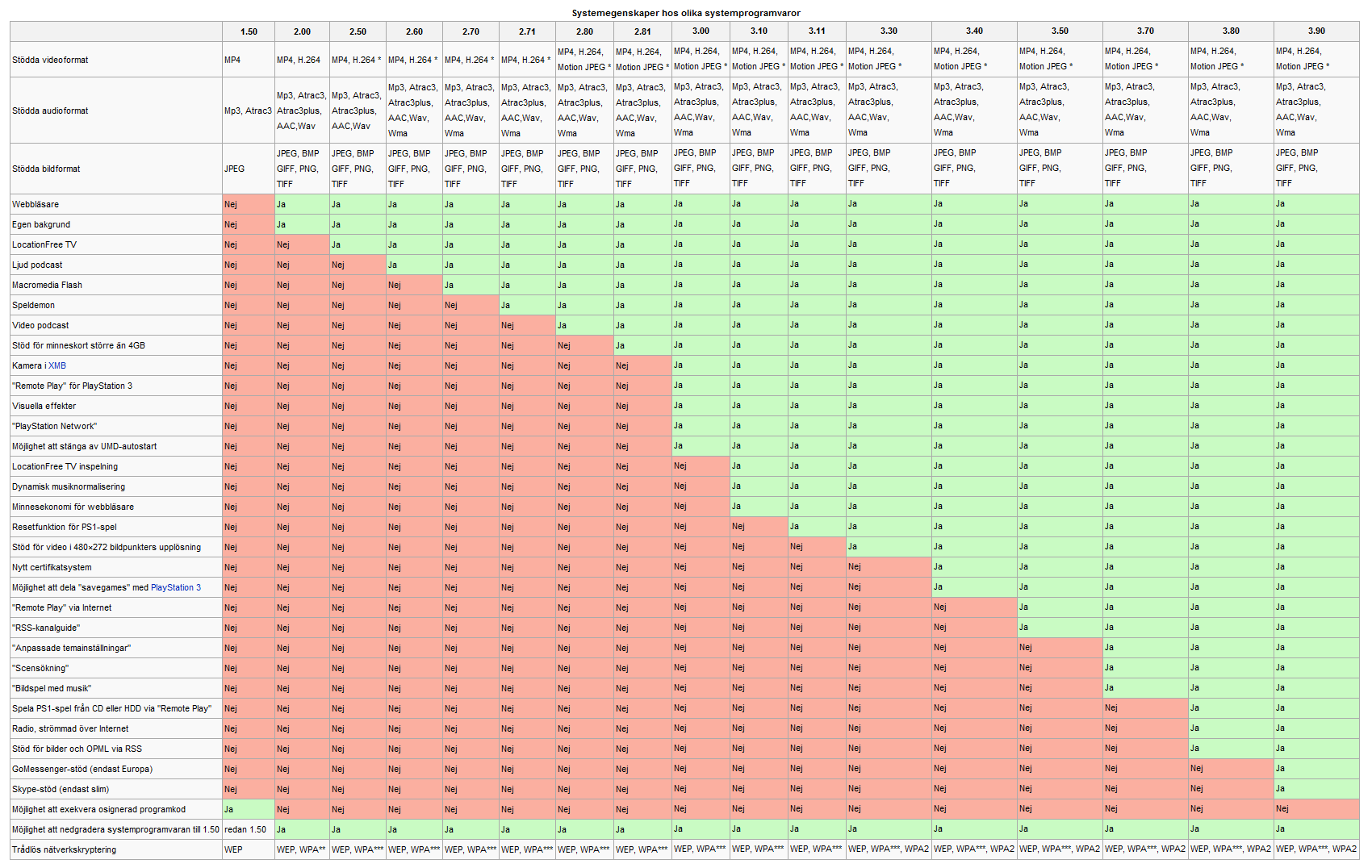
En tabell som visar systemegenskaper hos olika systemprogramvaror
- - Stöder även kopieringsskyddade filmer,
- - Stöder WPA-PSK (TKIP),
- - Stöder WPA-PSK (TKIP) och WPA-PSK (AES)

### Fotnoter
1. ↑  Marc McEntegart. ”Sony releases anti-piracy PSP update”. The Inquirer. Arkiverad från originalet den 27 juni 2018. https://web.archive.org/web/20180627150018/https://www.theinquirer.net/inquirer/news/1020964/sony-releases-anti-piracy-psp-update. Läst 20 augusti 2018. Hämtad 2007-04-30
2. ↑  "Rivithed". ”Systemprogramvara 3.30 - specifikationer”. Gamingbits. Arkiverad från originalet den 22 april 2007. https://web.archive.org/web/20070422201450/http://www.gamingbits.com/content/view/1889/2/. Hämtad 2007-05-01
3. ↑  "Gino D.". ”Systemprogramvara 3.40 - specifikationer”. QJ.net. Arkiverad från originalet den 26 april 2007. https://web.archive.org/web/20070426003229/http://www.qj.net/PSP-FW-3-40-for-the-US/pg/49/aid/89907. Hämtad 2007-05-01
4. ↑  ”Funktioner i uppdateringen (version 3.50)”. Sony. Arkiverad från originalet den 17 mars 2008. https://web.archive.org/web/20080317132014/http://se.playstation.com/help-support/psp/guides/detail/item66241/Funktioner-i-uppdateringen-%28version-3-50%29/. Läst 30 januari 2009.Hämtad 2007-06-01
5. ↑  Andrew Yoon. ”Firmware 3.52 now available on Network Update”. PSP Fanboy. Arkiverad från originalet den 14 oktober 2008. https://web.archive.org/web/20081014003413/http://www.pspfanboy.com/2007/07/24/firmware-3-52-now-available-on-network-update/.Hämtad 2007-07-24
6. ↑  Sony. ”Funktioner i uppdateringen (version 3.70)”. Sony. Arkiverad från originalet den 17 mars 2008. https://web.archive.org/web/20080317132030/http://se.playstation.com/help-support/psp/guides/detail/item78680/Funktioner-i-uppdateringen-%28version-3-70%29/. Läst 30 januari 2009.Hämtad 2007-09-11
7. ↑  Jem Alexander. ”PSP firmware v3.72 available now via Network Update”. PSP Fanboy. Arkiverad från originalet den 25 oktober 2008. https://web.archive.org/web/20081025070659/http://www.pspfanboy.com/2007/10/30/psp-firmware-v3-72-available-now-via-network-update/.Hämtad 2007-10-30
8. 1 2  "Alias420". ”Pandora’s Battery - Universal PSP Unbricker”. PSP Hacks. Arkiverad från originalet den 21 januari 2009. https://web.archive.org/web/20090121130428/http://www.psp-hacks.com/2007/08/22/pandoras-battery-universal-psp-unbricker/. Hämtad 2007-07-23
9. ↑  "zmcnulty". ”3.03 downgrader released!”. PSP-Vault. Arkiverad från originalet den 27 april 2013. https://archive.is/20130427173549/http://www.psp-vault.com/Article839.psp. Hämtad 2007-04-30
10. ↑  Fanjita. ”Säkerhetslucka i systemprogramvara 3.50”. Noobz. Arkiverad från originalet den 8 februari 2009. https://web.archive.org/web/20090208225713/http://noobz.eu/joomla/news/beware-of-the-illuminati.html.Hämtad 2007-06-26
11. ↑  Gino D.. ”Lumines sales skyrocket to 14,000%”. QJ.net. Arkiverad från originalet den 16 januari 2008. https://web.archive.org/web/20080116095958/http://www.qj.net/Noobz-gives-quick-Illuminati-exploit-update-Lumines-sales-skyrocket-to-14-000-/pg/49/aid/96010.Hämtad 2007-06-30
12. ↑  Dark_Alex. ”Bye, scene.”. dark-alex.org. http://dark-alex.org/. Hämtad 2007-07-02
13. ↑  "Donald Melanson". ”Dutch PSPs reportedly recalled over custom firmware fears”. engadget. http://www.engadget.com/2007/06/07/dutch-psps-reportedly-recalled-over-custom-firmware-fears/. Hämtad 2007-06-08
14. ↑  "plake". ”PSP firmware 3.03 OE-C släppt”. Loading.se. http://loading.se/forum.php?thread_id=7220. Hämtad 2007-04-30
15. ↑  "greg". ”3.51 M33-3”. PSP Hacks. Arkiverad från originalet den 7 mars 2009. https://web.archive.org/web/20090307105906/http://www.psp-hacks.com/2007/07/14/psp-351-m33-custom-firmware-released/. Hämtad 2007-07-26
16. ↑  "greg". ”3.51 M33-4”. PSP Hacks. Arkiverad från originalet den 21 januari 2009. https://web.archive.org/web/20090121203146/http://www.psp-hacks.com/2007/07/17/no-umd-351-m33-patch/. Hämtad 2007-07-26
17. ↑  "greg". ”3.51 M33-5”. PSP Hacks. Arkiverad från originalet den 16 juni 2008. https://web.archive.org/web/20080616133654/http://www.psp-hacks.com/2007/07/18/351-m33-update-patch-4-released/. Hämtad 2007-07-26
18. ↑  "greg". ”3.51 M33-6”. PSP Hacks. Arkiverad från originalet den 6 augusti 2009. https://web.archive.org/web/20090806090422/http://www.psp-hacks.com/2007/07/19/351-m33-6-released/. Hämtad 2007-07-26
19. ↑  "greg". ”3.51 M33-7”. PSP Hacks. Arkiverad från originalet den 6 augusti 2009. https://web.archive.org/web/20090806083735/http://www.psp-hacks.com/2007/07/22/custom-firmware-m33-7-update-released/. Hämtad 2007-07-26
20. ↑  "greg". ”3.52 M33”. PSP Hacks. Arkiverad från originalet den 18 april 2009. https://web.archive.org/web/20090418161841/http://www.psp-hacks.com/2007/07/25/custom-firmware-352-m33-released/. Hämtad 2007-07-26
21. ↑  "greg". ”3.52 M33-2”. PSP Hacks. Arkiverad från originalet den 10 april 2009. https://web.archive.org/web/20090410054007/http://www.psp-hacks.com/2007/07/29/custom-firmware-352-m33-2-update/. Hämtad 2007-08-20
22. ↑  "greg". ”3.52 M33-3”. PSP Hacks. Arkiverad från originalet den 29 januari 2009. https://web.archive.org/web/20090129022631/http://www.psp-hacks.com/2007/08/19/custom-firmware-352-update-m33-3-released/. Hämtad 2007-07-20
23. ↑  "greg". ”3.52 M33-4”. PSP Hacks. Arkiverad från originalet den 15 februari 2009. https://web.archive.org/web/20090215093355/http://www.psp-hacks.com/2007/08/20/m33-custom-firmware-352-update-4-352-m33-4/. Hämtad 2007-07-21
24. ↑  "zmcnulty ". ”3.60 M33”. PSP-Vault. Arkiverad från originalet den 27 april 2013. https://archive.is/20130427195426/http://www.psp-vault.com/Article1169.psp. Hämtad 2007-10-01
25. ↑  "DJK". ”3.71 M33”. PSP-Vault. Arkiverad från originalet den 27 april 2013. https://archive.is/20130427191430/http://www.psp-vault.com/Article1202.psp. Hämtad 2007-10-01
26. ↑  "greg". ”3.71 M33”. PSP Hacks. Arkiverad från originalet den 30 januari 2009. https://web.archive.org/web/20090130044219/http://www.psp-hacks.com/2007/09/23/custom-firmware-371-m33-released/. Hämtad 2007-10-03
27. ↑  "greg". ”3.71 M33-2 & 1.50 Kernel Addon 2”. PSP Hacks. Arkiverad från originalet den 30 januari 2009. https://web.archive.org/web/20090130054230/http://www.psp-hacks.com/2007/10/02/dark_alex-updates-371-m33-2-150-kernel-addon-2/. Hämtad 2007-10-03

### Webbkällor
- (engelska) Engelska Wikipedias artikel: En äldre version som använts och en nyare version som använts
- (tyska) Tyska Wikipedias artikel Playstation Portable
- (svenska) Playstation Portables officiella webbplats: playstation.com/psp/
- (engelska) PSP-vault: psp-vault.com
- (engelska) Playstation.com PSP: playstation.com
- (engelska) "Champagne Gold" källa:psp-vault.com
- (engelska) Systemprogramvara 2.00 källa: psp.ign.com
- (engelska) Portable TV källa: psp.ign.com